# Johann Dietrich von Steinen
Johann Dietrich (Diederich) von Steinen (* 7. März 1699 in Frömern, heute Ortsteil von Fröndenberg/Ruhr; † 31. August 1759 ebenda) war ein westfälischer Historiker und evangelischer Pfarrer zu Frömern.

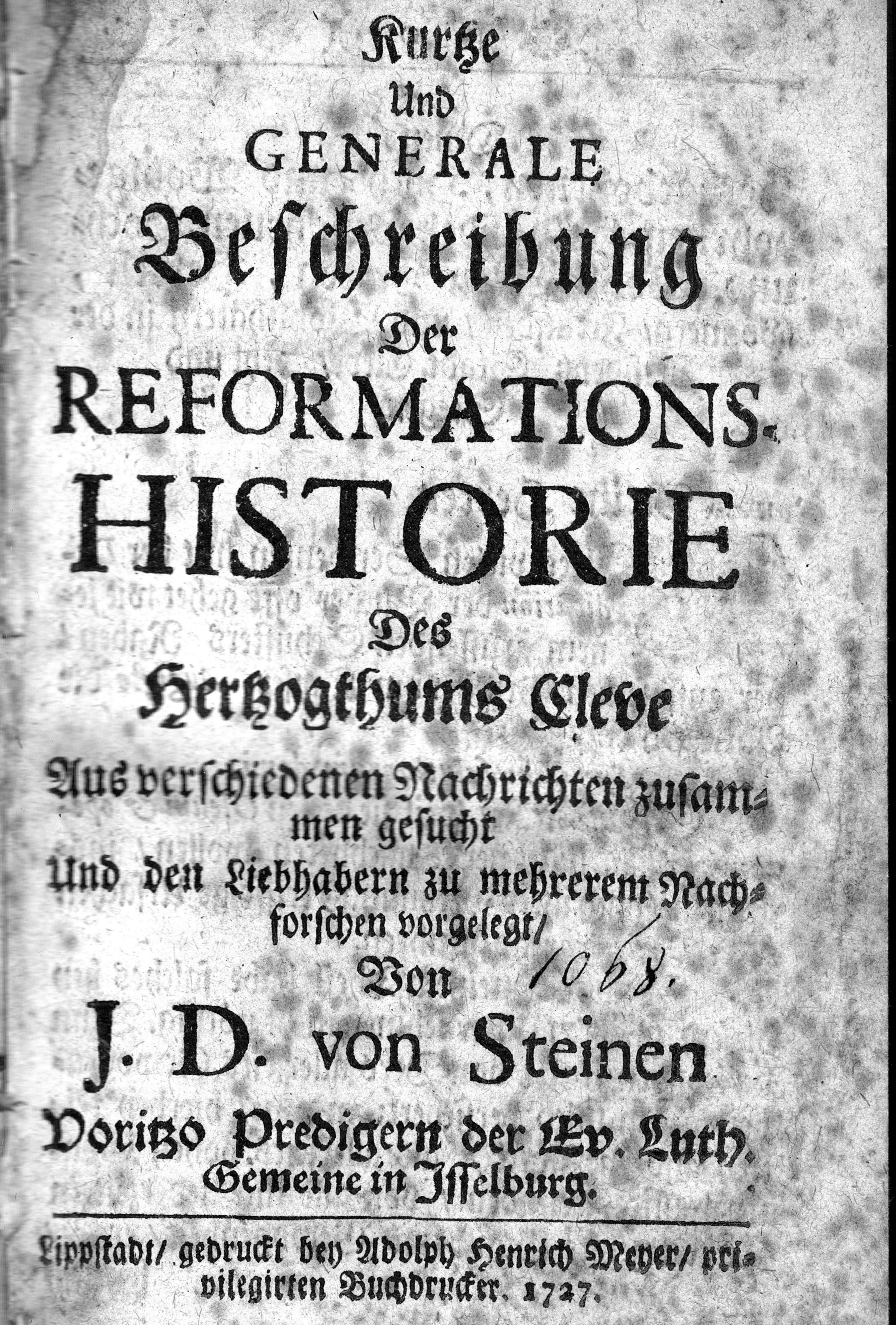
Titelseite der Kurtzen und generalen Beschreibung der Reformations-Historie des Hertzogthums Cleve

## Leben
Johann Dietrich von Steinen entstammte einer evangelischen Pfarrersfamilie in Frömern. Er war der Sohn des Pastors Diedrich Reinhard von Steinen (1667–1727) und der Sybilla Mentz. Sein Ururgroßvater Heinrich von Steinen (1504–1585) hatte 1545 in Frömern die Reformation eingeführt und stand am Anfang einer Pastorendynastie: Die Familie von Steinen stellte über sieben Generationen den Ortspfarrer.
Johann Dietrich von Steinen besuchte zunächst die Lateinschule in Unna, dann das Archigymnasium in Dortmund, ehe er an den Universitäten Jena (1717–1720) und Halle (Saale) (1720/21) Theologie studierte. Er war zunächst Hausprediger in Aprath (heute Ortsteil von Wülfrath), bevor er 1722 zum Pfarrer in Kleve und 1724 zum Pfarrer in Isselburg berufen wurde. Am 30. November 1727 trat er nach dem Tod seines Vaters dessen Nachfolge in Frömern an. 1749 wählte man Steinen zum Generalinspektor (Superintendent) der lutherischen Gemeinden in der Grafschaft Mark. 1750 wurde er nebenamtlich auch Konsistorialrat in Hamm.
Steinen verfasste die mehrbändige Westphälische Geschichte und war Herausgeber von Johann Hobbelings Beschreibung Des ganzen Stifts Münster und von Johann von der Berswordts Westphälisches Adeliches Stammbuch. Johann Dietrich von Steinen verfügte über viele Abschriften alter Urkunden. Sie gingen 1761 im Siebenjährigen Krieg verloren, als die Franzosen nach der Schlacht bei Vellinghausen Frömern niederbrannten und zerstörten.

## Familie
Johann Dietrich von Steinen heiratete am 14. März 1724 in Lippstadt Clara Anna Ernestine Mönnich (* 1697 in Lippstadt; † 16. Februar 1759 in Frömern), die Tochter des Pfarrers Arnold Mönnich. Aus dieser Ehe entstammten drei Söhne und eine Tochter, darunter als Ältester Johann Dietrich Franz Ernst von Steinen, wie sein Vater ein bekannter Historiker und letzter Pfarrer dieser Familie zu Frömern.
Sein Enkel, der Gummersbacher Pfarrer Johann Friedrich Franz von Steinen (1758–1819), war ebenfalls Verfasser mehrerer Werke zur westfälischen Geschichte.

## Schriften
- Kurtze und generale Beschreibung der Reformations-Historie des Hertzogthums Cleve. Adolph Henrich Meyer, Lippstadt 1727 (Digitalisat Google Books).
- Historische Nachricht der vornehmsten Ceremonien in der christlichen Kirche, wo solche nach den Zeiten der Apostel aufgekommen, vermehrt, befestigt und endlich zum Aberglauben gediehen. Dortmund 1731.
- Die Quellen der westphälischen Historie oder Historische Nachricht von mehr als hundert ungedruckten zur westphälischen historie nöthigen Geschichtbüchern. Bädeker, Dortmund 1741 (Digitalisat: ULB Münster).
- Kurze Beschreibung der Hochadelichen Gotteshäuser Cappenberg und Scheda, wie auch des Hochadelichen Stifts Averndorp und des Klosters Weddinghausen. Bädeker, Dortmund 1741 (Digitalisat: Google Books).
- Johann Hobbelings Beschreibung des ganzen Stifts Münster und Johann von Berswordt, Westphälisches Adeliches Stammbuch. Bädeker, Dortmund 1742 (Digitalisat: Google Books).
- Das Frömersche Gedenk- Dank- und Freudenfest am 1sten Adventssonntage 1745, zum Gedächtnis der von 200 Jahren bei dieser Gemeinde angefangenen Reformation gefeiert usw. Dortmund 1746.
- Versuch einer Westphälischen Geschichte besonders der Grafschaft Mark. Bädeker, Dortmund 1749 (Digitalisat: ULB Münster), neu herausgegeben als Westphälische Geschichte mit vielen Kupfern, 1ster Teil. Meyer, Lemgo 1755 (Digitalisat: ULB Münster)
  - I. Stück: Einleitung in die Historie der Graffschaft Mark.
  - II. Stück: Historie des Hochadlich-Freyweltlichen Stifts Fröndenberg.
  - III. Stück: Historie des Amts Iserlon.
  - IV. Stück: Historie des Gerichts Hagen.
  - V. Stück: Historie der Stadt und des Kirchspiels Schwerte.
  - VI. Stück: Historie von der Freyheit und dem Reichshofe Westhoven.
  - VII. Stück: Casp. Christ. Freyherr Voigt von Elspe: Geographischer Wegweiser über die Herzogthümer Engern und Westphalen.
- Westphälische Geschichte mit vielen Kupfern, 2ter Teil. Meyer, Lemgo 1755 (Digitalisat: ULB Münster)
  - Das VIII. Stück. Historie der Stadt und des Amts Plettenberg.
  - Das IX. Stück. Historie Des Hochgerichts Lüdenscheidt; und dem was zum Landgericht Lüdenscheidt gehöret.
  - Das X. Stück. Historie Des Amts Neustadt.
  - Das XI. Stück. Kurzgefaßte Historie des Hochstifts Paderborn.
  - Das XII. Stück. Historie der Kirchspiele im Amt Unna.
  - Zugabe zum XII. Stück. Historie Von der alten Ritterbürtigen, … von Neffelrode.
  - Das XIII. Stück. Historie der Stadt und Kirchspiels Unna.
  - Das XIV. Stück. Historie der Rittersitze, Adlichen und Freyen Häusern, auch zerstörten Schlösser im Herzogthum Westphalen.
- Westphälische Geschichte, 3ter Teil. Meyer, Lemgo 1757 (Digitalisat: ULB Münster)
  - Das XV. Stück. Historie der Stadt und des Amts Camen und der daarin gelegenen Herrlichkeit Reck.
  - Das XVI. Stück. Historie von der Stadt und Amt Bockum.
  - Das XVII. Stück. Historie von den Gerichtern und Kirchspielen Mengede, Bodelschwingen … und Strünckede.
  - Das XVIII. Stück. Historie der Kirchspiele im Amt Hamm, nemlich … des Gerichts Haaren.
  - Das XIX. Stück. Historie vom Gericht Stipel und Amt Blanckenstein.
  - Das XX. Stück. Historie der Städte Altena und Breckerfeld, imgleichen der Kirchspiele Halver und Wibbelwärdt.
  - Das XXI. Stück. Historie der Stadt, Kirchspiels und Gerichts Schwelm.
  - Das XXII. Stück. Historie vom Gericht Wetter, nemlich von den Kirchspielen Wetter, Ende, Oberwengern und Volmestein.
- Westphälische Geschichte, 4ter Teil. Meyer, Lemgo 1760, von seinem Sohn Johann Dietrich Franz Ernst von Steinen herausgegeben (Digitalisate: ULB Münster, UB Heidelberg)
  - Das XXIII. Stück. Historie Des Adlich Frey-weltlichen Stifts und Freyheit Herdicke.
  - Das XXIV. Stück. Historie Der Stadt und Amts Lünen.
  - Das XXV. Stück. Historie der Stadt und des Amts Hoerde.
  - Das XXVI. Stück. Historie Vom Amt Neuenrade.
  - Das XXVII. Stück. Historie der Stadt Hamm.
  - Das XXVIII. Stück. Historie von der Stadt Hattingen, Gericht Herdecke, Gericht Heeren und Kirchspiel Curll.
  - Das XXIX Stück. Historie der Stadt Lippe oder Lippstadt. und der Grafschaft Tecklenburg.
  - Das XXX. Stück Historie der Herzogthümer Engern und Westphalen.
  - Das XXXI. Stück. Entwurf der Historie von der Grafschaft Limburg.
  - XXXIIstes und letztes Stück. Spormachers Chronic von Lünen.